# Carmen G. de la Cueva
Carmen G. de la Cueva (Alcalá del Río, Sevilla, 1986) es una periodista, escritora y editora española. De 2014 a 2019, dirigió 'La tribu', una comunidad virtual dedicada a la difusión de la literatura escrita por mujeres. Ha publicado varios libros y fue directora de la editorial feminista La Señora Dalloway.

## Trayectoria
G. de la Cueva es licenciada en Periodismo por la Universidad de Sevilla y, tiene un posgrado en Literatura comparada de la misma universidad. Ha realizado estancias académicas en diversas instituciones y países: estuvo en la Universidad Técnica de Brunswick en Alemania, en la Universidad Nacional Autónoma de México, en la Embajada de España en Praga y en el Instituto Cervantes de Londres. Ha colaborado con diferentes periódicos de ámbito nacional tales como 20 Minutos, eldiario.es, El Español o ABC Cultural. Actualmente colabora con CTXT con periodicidad mensual. Además de su faceta como periodista, G. de la Cueva también imparte talleres sobre literatura autobiográfica y feminismo.
En 2014, creó junto al escritor Ángelo Néstore y al artista visual Martín de Arriba la editorial La señora Dalloway, cuyo nombre hacía referencia a una de las obras de la escritora Virginia Woolf y estaba especializada en temática feminista. Según sus creadores, la editorial nacía "en un momento en el que los feminismos y todas las corrientes queer aún no habían encontrado un lugar canónigo dentro de la producción literaria y cultural muy claro", y la comparaban con "un cuarto propio", como el descrito por Woolf. Hasta su cierre en 2019, publicaron La tribu, Preciosa sangre, Nadie me dijo y un libro de poesía de Eva Strittmatter, con ilustraciones de Martín de Arriba.
En paralelo a la editorial, G. de la Cueva creó en el mismo 2014 creó una comunidad virtual centrada en la investigación y la difusión de la literatura feminista a la que llamó 'La tribu'. Durante cinco años, contribuyó a la divulgación de literatura, cine y arte feminista en lo que dio en llamar, en clara alusión a Virginia Woolf, un cuarto propio compartido. En septiembre de 2017, organizó su primer Club de lectura feminista en la librería Mujeres y compañía en Madrid. Después del éxito inicial en el que más de 100 personas en una hora se interesaron por asistir, se crearon ediciones del club en otras ciudades españolas: Bilbao, Barcelona, Valencia, Gijón, Sevilla, Murcia y Málaga.

En 2016, G. de la Cueva publicó su primera obra, Mamá quiero ser feminista (Lumen). Se trata de una autobiografía ilustrada por la artista Malota. La escritora Elvira Lindo dijo a propósito de la obra:
«He asistido a esos capítulos vitales y literarios sintiéndome identificada. Es cierto que para escribir algo auténtico, honesto, que nace de verdad de algo muy íntimo hay que arriesgarse, y Carmen G. de la Cueva ha asumido el riesgo al contar sus miedos, sus complejos y al dibujarse a sí misma como una persona con aristas y contradicciones.»
En 2017, organizó como comisaria el I Festival de Cultura Feminista de la Tribu, celebrado en colaboración con el Centro de Iniciativas Culturales de la Universidad de Sevilla (CICUS). Fue un encuentro internacional de feminismo en todos los ámbitos de la cultura, especialmente en el de la literatura, que reunió a profesionales de distintas disciplinas como Nuria Capdevila-Argüelles, Juana Gallego, Yolanda Domínguez, María Hesse, Alba González Sanz, Nuria Labari, Silvia Nanclares o María Folguera. Al año siguiente, en junio de 2018, y tras el éxito de la primera edición, se celebró el II Festival de Cultura Feminista de la Tribu, en el que participaron profesionales como Nuria Varela, Patricia Horrillo, Remedios Zafra, Laura Freixas y Pilar Bellver.
En 2018, publicó Un paseo por la vida de Simone de Beauvoir, un recorrido por la biografía de la filósofa feminista Simone de Beauvoir. En 2019, editó junto a María Folguera un libro de relatos titulado Tranquilas: historias para ir solas por la noche, escritos por ellas dos y otras 12 autoras: María Fernanda Ampuero, Nerea Barjola, Aixa de la Cruz, Jana Leo, Roberta Marrero, Lucía Mbomío, Silvia Nanclares, Edurne Portela, Carme Riera, Marta Sanz, Sabina Urraca y Gabriela Wiener.
En 2023 ha publicado Escritoras. Una historia de amistad y creación, con ilustraciones de la artista sevillana Ana Jarén. Donde da a conocer la tarea literaria y vital de grandes escritoras españolas como Emilia Pardo Bazán, Carmen Martín Gaite, María Lejárraga, Elena Fortún o Carmen Laforet.

## Reconocimientos
En 2018, G. de la Cueva quedó finalista del VII Premio Internacional de Periodismo 'Colombine', que patrocina la Fundación Unicaja y organiza la Asociación de Periodistas-Asociación de la Prensa de Almería (AP-APAL) por su artículo 'La impostora. Un cuarto propio para la Biblioteca de Mujeres de Madrid', publicado en CTXT.

## Obra
- 2016 – Mamá quiero ser feminista. Editorial Lumen. ISBN 9788426403834.
- 2018 – Un paseo por la vida de Simone de Beauvoir. Editorial Lumen. ISBN 9788426405371.
- 2019 – Tranquilas: historias para ir solas por la noche. Colectivo. Editorial Lumen. ISBN 9788426407030.
- 2023 – Escritoras. Una historia de amistad y creación . Ana Jarén (ilustraciones). Editorial Lumen. ISBN 9788426424761